# Rävkaketräd
Rävkaketräd (Strychnos nux-vomica) är en trädart som bär löv året runt och som återfinns i Sydostasien. Den är en medlem i familjen kräknötsväxter. Trädet är medelstort och växer på öppna ytor. Löven är äggformade och 5 gånger 9 cm stora.
Trädet är den största källan till de mycket giftiga alkaloiderna stryknin och brucin. Stryknin utvinns ur frön som hittas i trädets runda, gröna och orange frukter eller ur dess blommor. Fröna innehåller ungefär 1,5 procent stryknin och de torkade blommorna innehåller cirka 1,023 procent. Trädets bark innehåller andra giftiga ämnen däribland brucin.
Ett av de få djuren som kan konsumera och inte tycks ta skada av trädets strykninhaltiga frukter är rajanäshornsfågeln.

## Bilder

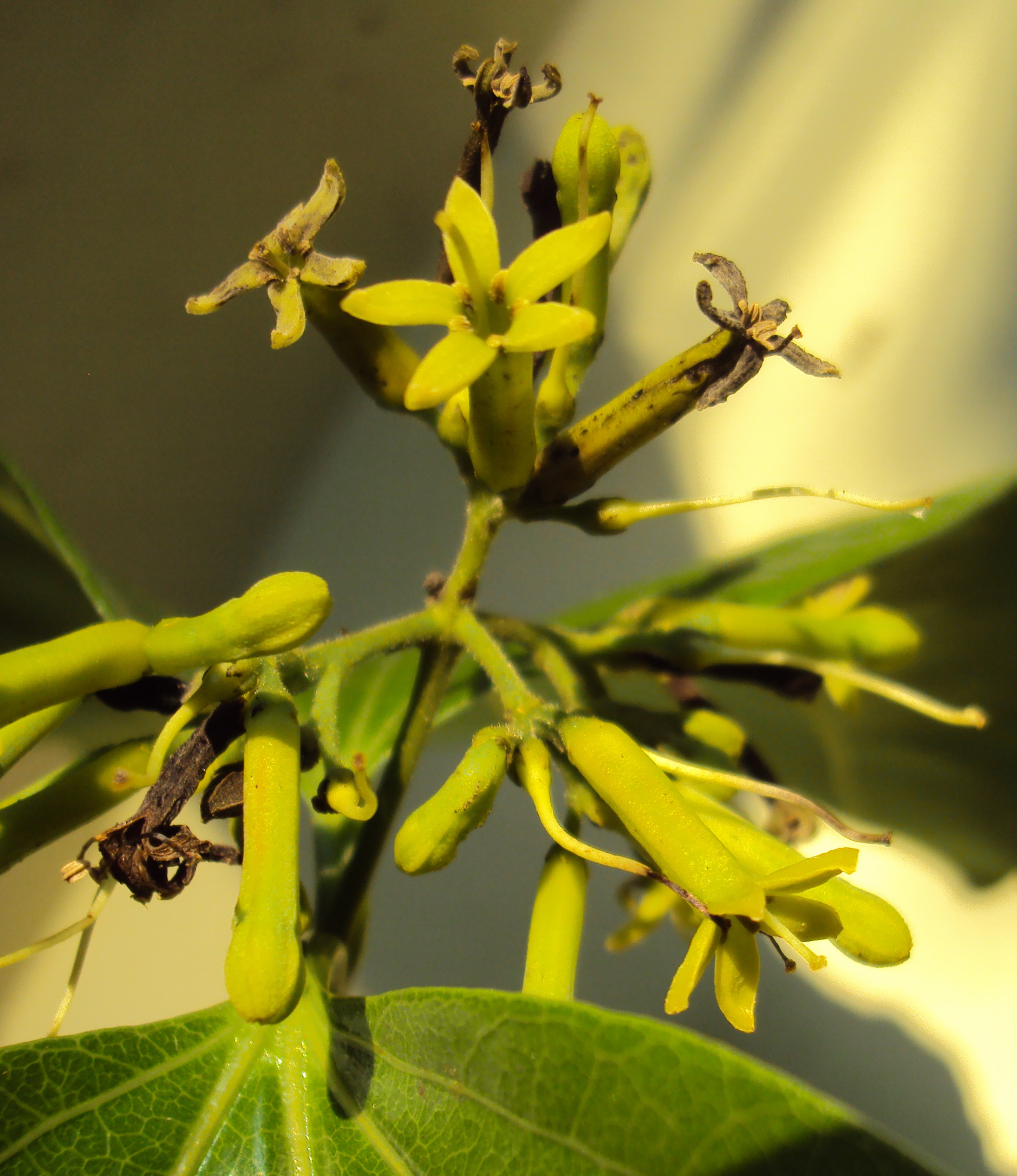
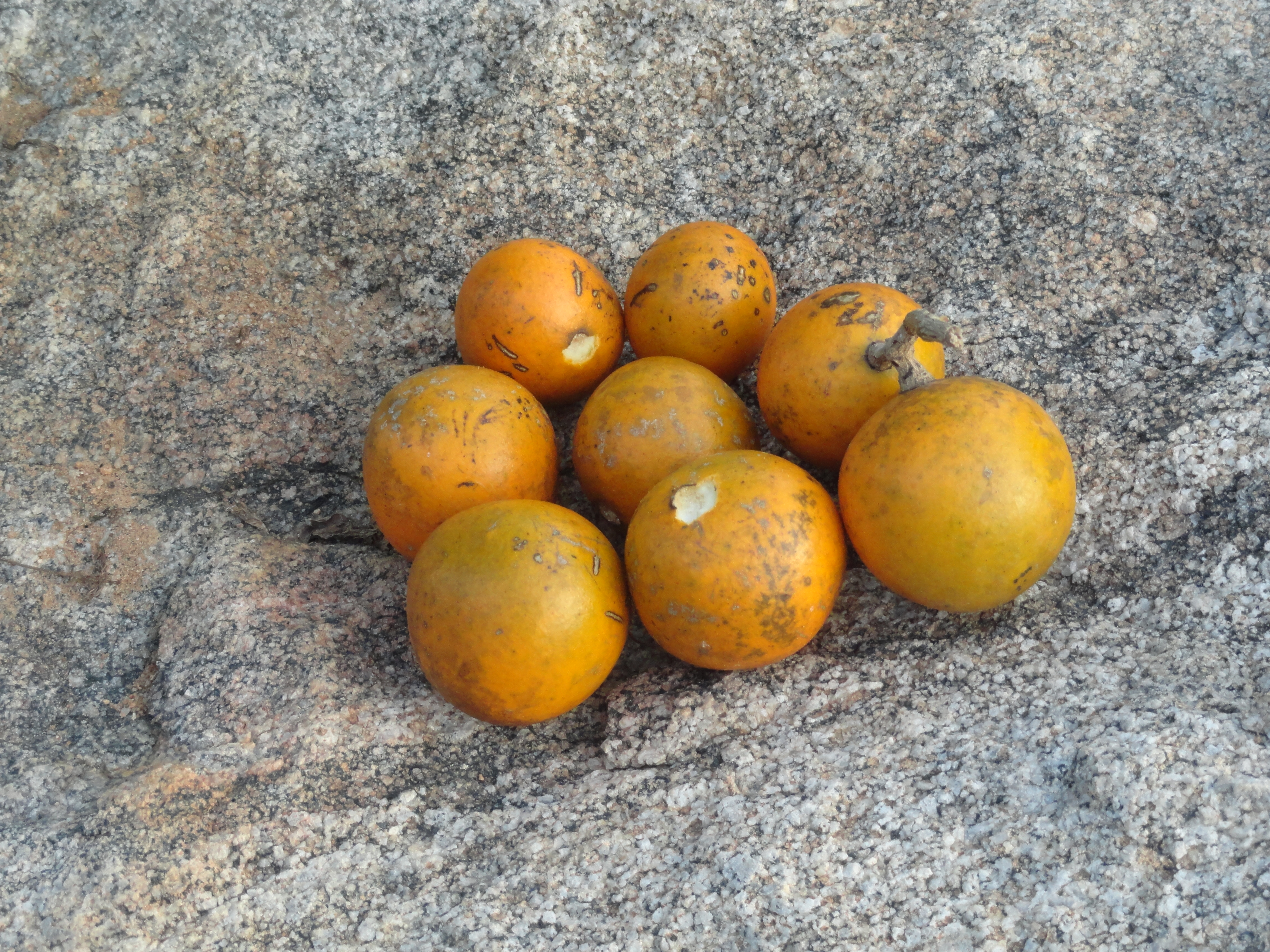
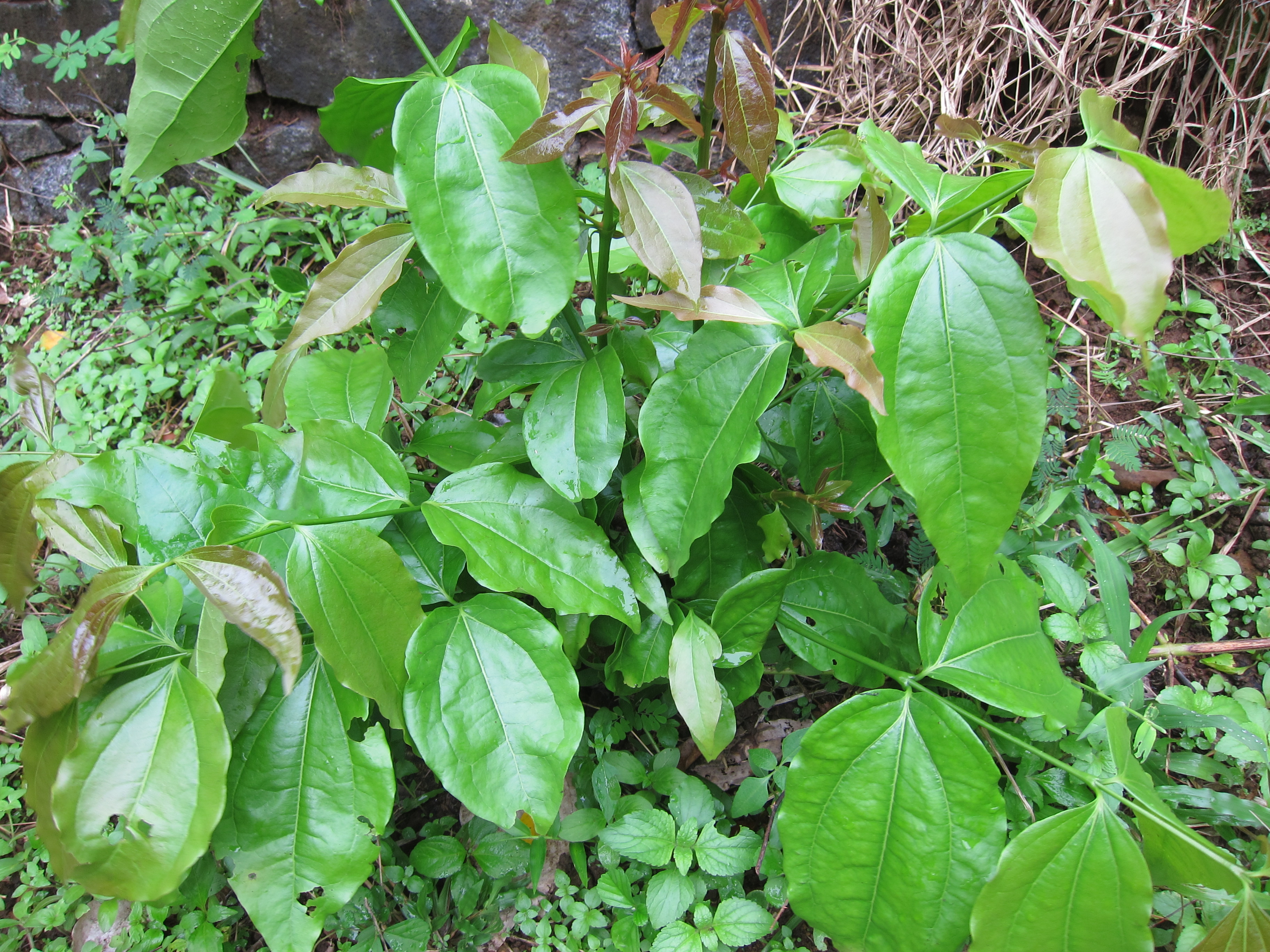